# Полтв'янська сільська рада
| Полтв'янська сільська рада — орган місцевого самоврядування у Буському районі Львівської області з адміністративним центром у с. Полтва. Історична дата утворення: 1 січня 1969 року. Водоймища на території, підпорядкованій даній раді: річка Полтва. Сільській раді підпорядковані населені пункти: - с. Полтва |

## Склад ради
Рада складається з 12 депутатів та голови.

### Керівний склад ради
| ПІБ                              | Основні відомості                                                 | Дата обрання | Дата звільнення |
| -------------------------------- | ----------------------------------------------------------------- | ------------ | --------------- |
| Дідух Степан Михайлович          | Сільський голова, 1958 року народження, освіта, безпартійний      | 26.03.2006   | 31.10.2010      |
| Невмержицька Марія Володимирівна | Сільський голова, 1935 року народження, освіта вища, позапартійна | 31.10.2010   |                 |

Примітка: таблиця складена за даними джерела